# De gierige ridder
De gierige ridder (Russisch:Скупой рыцарь) is een Russische opera, in één bedrijf op muziek van Sergej Rachmaninov, met een libretto gebaseerd op het toneelstuk van Aleksandr Poesjkin.
Rachmaninov besloot voor het libretto de originele tekst van Poesjkin zo veel mogelijk te behouden. Hij had ook al een zanger in gedachten voor de hoofdrol, de baron, namelijk Feodor Chaliapin. De eerste voorstelling vond plaats op 24 januari (oude kalender: 11 januari) 1906 in het Bolshoi Theater in Moskou, met de componist zelf als dirigent. Op het programma stond ook de opera Francesca da Rimini die Rachmaninov min of meer gelijktijdig had gecomponeerd.
De partituur is, vooral voor de rol van de baron en die van Albert, zeer veeleisend. De titelrol, die zoals gezegd speciaal was gecomponeerd voor de beroemde Russische bas Fédor Chaliapine (1873-1938), werd door hem geweigerd. Wel nam hij de meer dan 20 minuten durende dramatische monoloog uit het tweede bedrijf, die veeleisend is en de nodige moed vraagt, op in zijn repertoire en zong hij die in 1907 in Sint-Petersburg.

De opera duurt iets minder dan een uur, inclusief de prelude, en is uitermate compact. De muziek is overweldigend en betoverend. Het werk wordt zelden uitgevoerd, en dan meestal samen met Rachmaninovs andere korte opera uit die tijd, Francesca da Rimini. Het is niet onwaarschijnlijk dat de rol van de geldlener, die uit het verloop van de opera van Joodse afkomst blijkt te zijn, daarin een rol speelt. Er is de nodige kritiek op geweest, met als argument dat er sprake is van antisemitisme.

## Synopsis
De opera heeft drie bedrijven. Het verhaal speelt zich af in de Middeleeuwen in Engeland.

### Eerste bedrijf
Albert is een jonge ridder, die zijn tijd doorbrengt met het steekspel en alle aangename zaken die men zich aan en rondom het hof permitteert, waardoor hij diep in de schulden is geraakt. Zijn vader, een erg rijke maar tevens gierige baron, weigert categorisch de levensstijl van zijn zoon te bekostigen. Daarom zijn Alberts mogelijkheden om zich in de kringen van de society te bewegen nu beperkt; hij probeert daarom nu geld te lenen van mensen buiten de familiekring. Een professionele geldlener wil niet op zijn verzoek ingaan, maar is wél bereid om hem van vergif te voorzien, zodat hij zijn vader kan vermoorden. Albert is hevig ontsteld door deze suggestie en wijst dit af. Hij besluit om zijn opwachting te maken bij de hertog en die te om hulp te vragen om zijn vader diens onverzoenlijke standpunt te laten veranderen.

### Tweede bedrijf
De baron daalt af naar de kelders, overgelukkig nu hij genoeg goud heeft verzameld om zijn zesde en laatste schatkist te vullen; hij aanschouwt de kisten vol genoegen. Hij realiseert zich echter terdege dat als hij nu zou komen te overlijden, zijn vermogen aan Albert zou toevallen, en dat deze het aan zijn genot en pleziertjes zou verbrassen.

### Derde bedrijf
Albert heeft een beroep gedaan op de hertog om hem te helpen een lening van zijn vader te krijgen. Hij verstopt zich als zijn vader, de baron, gevolg geeft aan de orders van de hertog om voor hem te verschijnen. De hertog vraagt de baron zijn zoon te ondersteunen, maar die beschuldigt Albert ervan zijn vader te willen bestelen. Albert komt nu boos tevoorschijn en beschuldigt zijn vader van leugens. De baron daagt zijn zoon daarop uit tot een duel, wat door Albert wordt geaccepteerd. De hertog wijst de baron terecht, en verbant Albert van zijn hof. Als gevolg van de stress van deze confrontatie stort de baron in, met fatale gevolgen. Als laatste verzoek vraagt de stervende baron niet naar zijn zoon, maar naar de sleutels van zijn schatkisten.

## Enkele opnamen
- Melodiya Records SRBL 4121 titel: The Covetous Knight: Lev Kuznetsov, Ivan Budrin. Moscow Radio Symphony Orchestra; Gennady Rozhdestvensky, dirigent.
2 LPs, met Dodeneiland, door het Russisch Staats Symfonieorkest onder leiding van Jevgeny Svetlanov
- Deutsche Grammophon 453 454-2: Anatoly Kocherga, Sergej Aleksashkin, Sergej Larin; Gothenburg Opera Chorus; Göteborg Symfonieorkest onder leiding van Neeme Järvi
- Chandos 10264: Mikhail Guzhov, Vsevolod Grivnov, Andrei Baturkin, Borislav Molchanov, Vitaly Efanov; Russisch Staatssymfonieorkest onder leiding van Valeri Polyansky
- Video: Opus Arte OA 0909: Sergei Leiferkus, Richard Berkeley-Steele, Maxim Mikhailov, Vyacheslav Voynarovsky, Albert Schagidullin, Matilda Leyser; London Philharmonic Orchestra onder leiding van Vladimir Jurowski; opgenomen tijdens het Glyndebourne festival